# كامفكوشفادا 40
Kampfgeschwader 40 (KG 40) كان جناح قاذفات قنابل متوسطة للوفتفافه في الحرب العالمية الثانية، ووحدة دوريات بحرية في الحرب العالمية الثانية للوفتفافه. من الأفضل أن نتذكر أن الوحدة تشغل أغلبية طائرات فوك-وولف أف دبليو 200 كوندور ذات المحركات الأربعة. عانت الوحدة من ضعف الخدمة ومعدلات الإنتاج المنخفضة لقاذفات القنابل أف دبليو 200، ومن التحويل المتكرر لطائراتها ذات المسافات الطويلة للقيام بمهام النقل في المسارح المختلفة، خاصة لعمليات النقل الجوي لتزويد القوات المحاصرة في معركة ستالينجراد.  في وقت لاحق من الحرب، أصبح KG 40 واحدًا من العديد من أجنحة لوفتفافه الانتحارية لاستخدامه قاذفات هاينكل هي 177 إيه الثقيلة.

## الضباط القادة
- الرائد إدغار بيترسن، أبريل 1941 - سبتمبر 1941 (لاحقًا برتبة أوبرست، قائد جميع مرافق اختبار Erprobungstellen )
- أوبرست هانز هايز، نوفمبر 1944 - فبراير 1945